# Норт-Белль-Вермонт (Пенсільванія)
Норт-Белль-Вермонт (англ. North Belle Vernon) — місто (англ. borough) в США, в окрузі Вестморленд штату Пенсільванія. Населення — 1873 особи (2020).

## Географія
Норт-Белль-Вермонт розташований за координатами 40°7′55″ пн. ш. 79°51′50″ зх. д. / 40.13194° пн. ш. 79.86389° зх. д. (40.132022, -79.864008).  За даними Бюро перепису населення США в 2010 році місто мало площу 1,10 км², уся площа — суходіл.

## Демографія
Згідно з переписом 2010 року, у селищі мешкала 1971 особа в 874 домогосподарствах у складі 528 родин. Густота населення становила 1799 осіб/км².  Було 979 помешкань (894/км²).
Расовий склад населення:
| - 94,7 % — білих - 2,6 % — чорних або афроамериканців - 0,8 % — азіатів - 0,1 % — корінних американців |

До двох чи більше рас належало 1,7 %. Частка іспаномовних становила 1,4 % від усіх жителів.
За віковим діапазоном населення розподілялося таким чином: 20,4 % — особи молодші 18 років, 62,0 % — особи у віці 18—64 років, 17,6 % — особи у віці 65 років та старші. Медіана віку мешканця становила 43,2 року. На 100 осіб жіночої статі у селищі припадало 81,5 чоловіків;  на 100 жінок у віці від 18 років та старших — 79,3 чоловіків також старших 18 років.
Середній дохід на одне домашнє господарство  становив 54 086 доларів США (медіана — 45 792), а середній дохід на одну сім'ю — 60 505 доларів (медіана — 54 028). Медіана доходів становила 42 303 долари для чоловіків та 30 365 доларів для жінок. За межею бідності перебувало 15,7 % осіб, у тому числі 16,5 % дітей у віці до 18 років та 8,7 % осіб у віці 65 років та старших.
Цивільне працевлаштоване населення становило 981 особа. Основні галузі зайнятості: освіта, охорона здоров'я та соціальна допомога — 21,6 %, роздрібна торгівля — 12,6 %, виробництво — 11,2 %.